# Zalchauje
Zalchauje (biał. Зальхаўе; ros. Зальховье, Zalchowje) – wieś na Białorusi, w obwodzie witebskim, w rejonie dokszyckim, w sielsowiecie Berezyna. W 2009 roku liczyła 17 mieszkańców.